# Centro de Instrução de Aviação do Exército
O Centro de Instrução de Aviação do Exército (C I Av Ex) é um estabelecimento de ensino da linha Militar Bélica do Exército Brasileiro responsável pelos recursos humanos da Aviação do Exército, formando os oficiais pilotos de helicóptero e sargentos de várias especialidades. Localizado em Taubaté, São Paulo, tem subordinação operacional ao Comando de Aviação do Exército e um canal técnico à Diretoria de Educação Técnica Militar. Os pilotos ali formados já serviam em unidades terrestres antes de ingressarem na Aviação do Exército através do Centro, ao qual retornam várias vezes ao longo da carreira para cursos adicionais. Além dessa atualização do pessoal, o CIAvEx também serve de unidade padronizadora para a Aviação do Exército. Afora os helicópteros, o estabelecimento também foi escolhido pelo Exército para formar seus operadores de sistemas de aeronaves remotamente pilotadas.

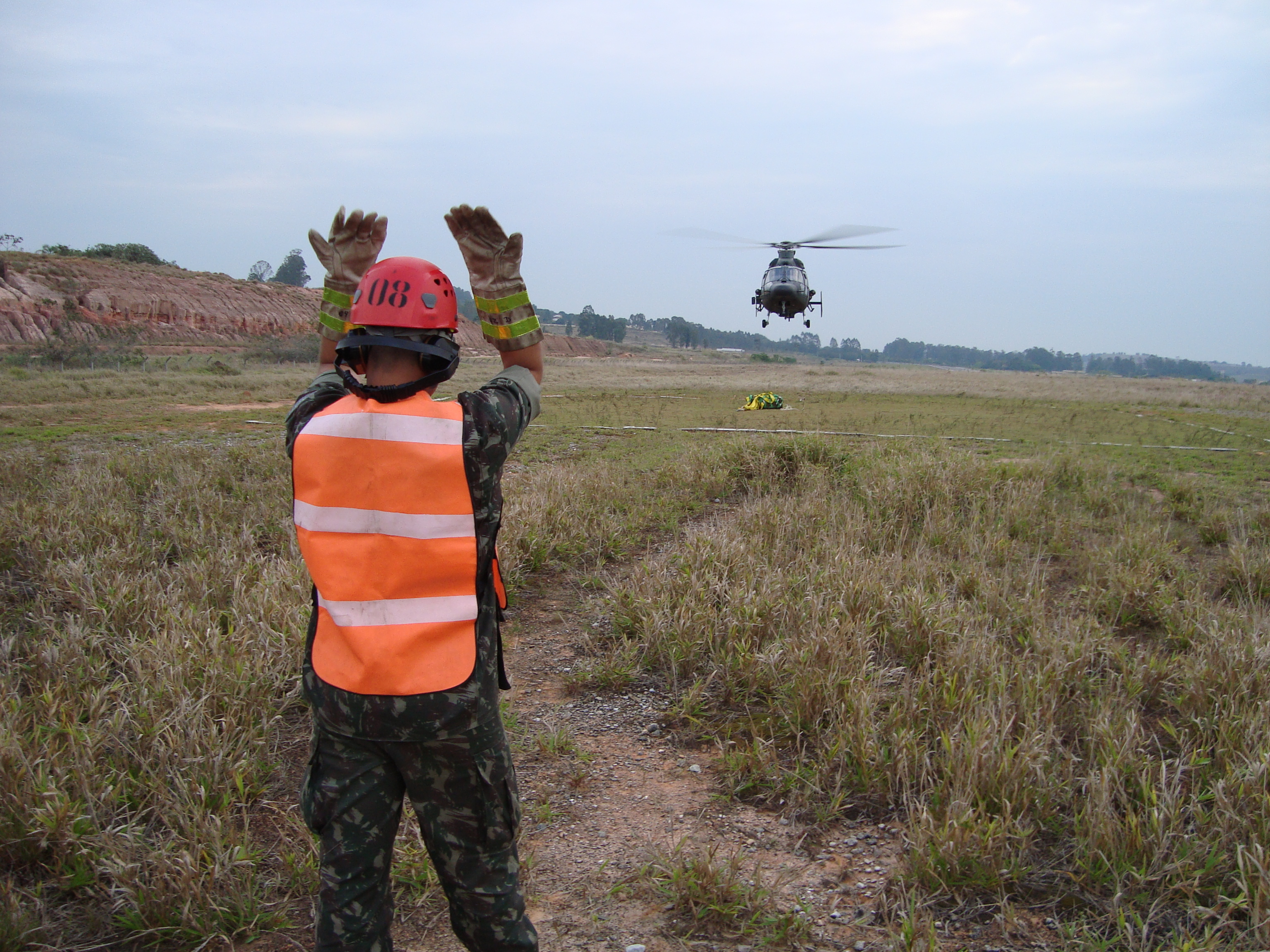
Balizamento de aeronave no Curso de Formação de Sargentos

A linhagem do estabelecimento é oficialmente traçada à Escola de Aviação Militar do Campo dos Afonsos, Rio de Janeiro, onde era formado o pessoal da primeira fase da Aviação do Exército. Essa Escola é a atual Academia da Força Aérea, incorporada à nova Força Aérea Brasileira (FAB) em 1941 e mais tarde transferida para Pirassununga. Em 1986 o Exército recriou sua aviação, dessa vez com helicópteros. Para ter o pessoal, precisou enviar capitães e sargentos para se formarem na FAB, na Aviação Naval e na França, de onde vinha a tecnologia das aeronaves. Essa geração tornou-se os primeiros instrutores do CIAvEx, organizado como Núcleo em 1991 e elevado a unidade completa no mesmo ano. De 1991 a 2018 o Centro formou mais de oito mil oficiais e sargentos nos cursos de pilotagem e manutenção.

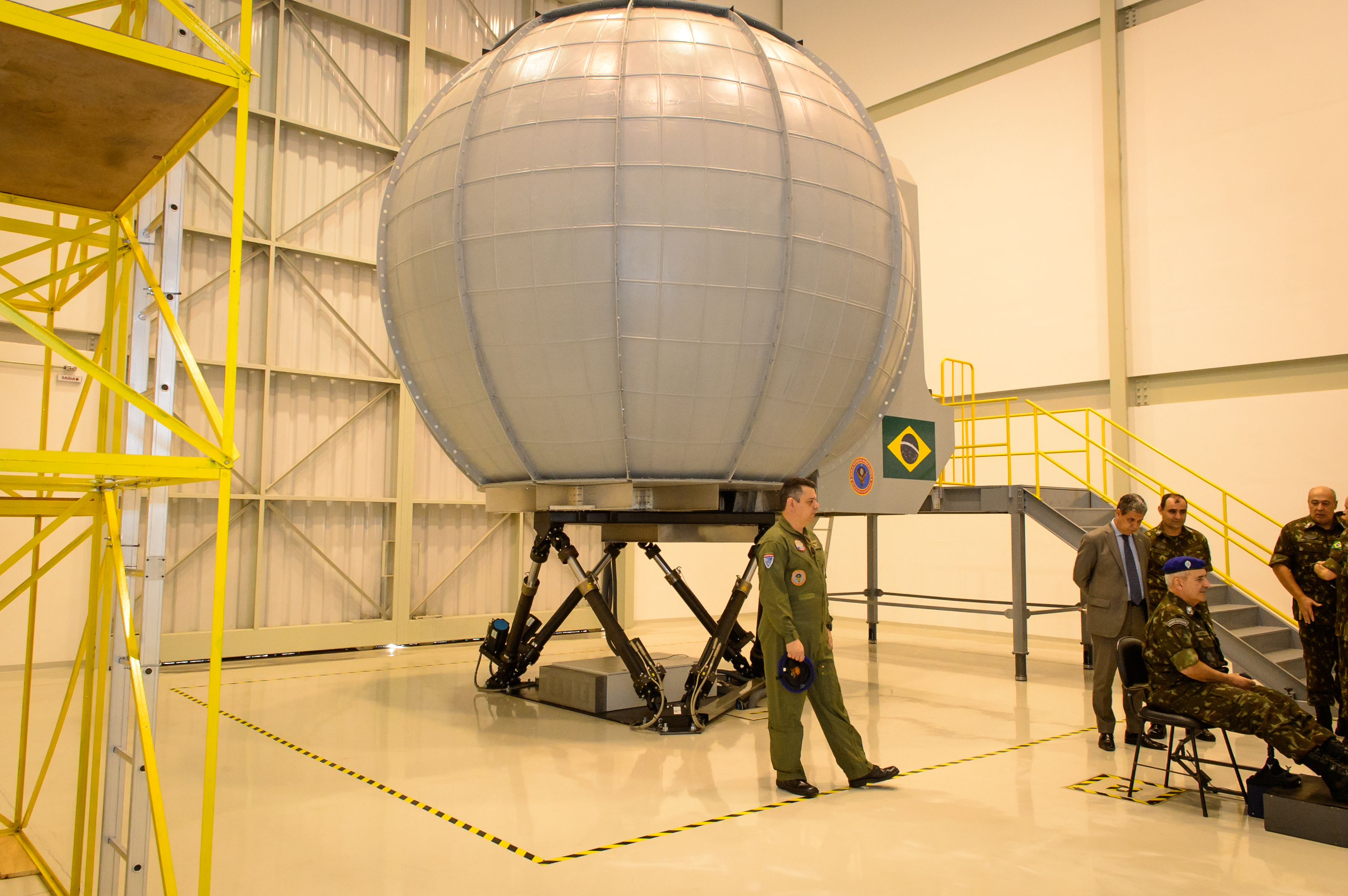
Simulador de Helicóptero Fennec/Esquilo (SHEFE)

Os sargentos formam-se em especialidades como mecânico de voo, controlador de tráfego aéreo, meteorologia, armamentos, informações aeronáuticas, busca e salvamento, Transporte Aéreo, Suprimento e Serviços Especiais de Aviação. Os oficiais são tenentes formados na Academia Militar das Agulhas Negras. Eles começam pelo Curso de Piloto de Helicóptero, tornam-se aptos a participar de uma operação aeromóvel no Estágio de Pilotagem Tática e a planejar ou executar missões, além de comandar um pelotão ou esquadrilha de helicópteros, no Curso de Piloto de Combate. A esse ponto, se já passaram pela Escola de Aperfeiçoamento de Oficiais, podem fazer o Curso Avançado de Aviação para servir no estado-maior ou comando de unidade aérea ou ser oficiais de ligação numa brigada, divisão ou Comando Militar. Todo aviador é formado em regras de voo por instrumentos e uso de óculos de visão noturna.
O Centro tem sua própria esquadrilha de instrução, dotada em 2022 de 16 helicópteros HA-1 Esquilo (Eurocopter Ecureuil). Simuladores de voo, realidade aumentada e realidade virtual são usados para reduzir os custos com os helicópteros. O primeiro simulador de voo foi implantado em 2002. O mais recente é o Simulador de Helicóptero Fennec/Esquilo (SHEFE), inaugurado junto com um novo Centro de Simulação em 2016. Ele é do tipo Full Flight Simulator (FFS), com movimento nos três eixos, e levou a uma reformulação do ensino, com cada missão real precedida do voo no simulador, sem perdas para as horas de voo reais, permitindo o avanço mais rápido do curso. O CIAvEx tem parcerias com as Universidades de Taubaté e do Vale do Itajaí para o desenvolvimento do simulador. Através da rede interna do Exército, treinamentos já foram realizados junto com os simuladores de blindados do Centro de Adestramento Sul (CA-Sul), e em 2020 já se planejava outra conexão ao Sistema de Simulação de Apoio de Fogo.